# Servicio Geológico Colombiano
El Servicio Geológico Colombiano o SGC (anteriormente INGEOMINAS), es un instituto, adscrito al Ministerio de Minas y Energía, encargado de realizar el estudio de los recursos naturales y los riesgos de origen geológico.
Como consecuencia del cambio de naturaleza, el Servicio Geológico Colombiano tiene como objeto realizar la investigación científica básica y aplicada del potencial de recursos del subsuelo; adelantar el seguimiento y monitoreo de amenazas de origen geológico; administrar la información del subsuelo; garantizar la gestión segura de los materiales nucleares y radiactivos en el país; coordinar proyectos de investigación nuclear, con las limitaciones del Artículo 81 de la Constitución Política, y el manejo y la utilización del reactor nuclear de la Nación.

## Historia
Fue en el año de 1916 cuando se creó y se organizó la Comisión Científica Nacional por parte del Gobierno de Colombia para iniciar investigaciones geocientíficas en forma más sistemática que aquellas adelantadas previamente en el territorio colombiano.
Nombres que ha tenido en el transcurso del tiempo:
- En 1928 se crea el Laboratorio Químico Nacional-LQN.
- En 1940 se crea el Servicio Geológico Nacional-SGN.
- En 1963 se lleva a cabo el Inventario Minero Nacional-IMN.
- A partir del año 1968 se denominó Instituto Nacional de Investigaciones Geológico Mineras - INGEOMINAS, producto de la fusión de las tres instituciones previamente creadas (LQN, SGN, IMN).
- En 1991 es transformado en el Instituto de Investigaciones en Geociencias, Minería y Química - INGEOMINAS, adquiriendo compromisos institucionales del recientemente desaparecido Instituto de Investigaciones Tecnológicas - IIT.
- En 1999 es transformado por el gobierno colombiano en el Instituto de Investigación e Información Geocientífica, Minero-Ambiental y Nuclear - INGEOMINAS, adquiriendo compromisos institucionales del recientemente desaparecido Instituto de Ciencias Nucleares y Energías Alternativas - INEA.
- En 2004 por decisión del gobierno colombiano el INGEOMINAS adquiere compromisos de agencia minera que tenía la desaparecida MINERCOL y es cambiada su naturaleza científica en entidad de carácter público.

INGEOMINAS fue una agencia colombiana gubernamental, adscrita al Ministerio de Minas y Energía.  El decreto 4131 de 2011 (3 de noviembre) cambió la naturaleza jurídica del instituto, de establecimiento público a Instituto Científico y Técnico, con personería jurídica, autonomía administrativa, técnica, financiera y patrimonio independiente, desde entonces se denomina Servicio Geológico Colombiano, adscrito al Ministerio de Minas y Energía, el cual hace parte del Sistema Nacional de Ciencia, Tecnología e Innovación (SNCTI). 
El Servicio Geológico Colombiano siguió ejerciendo todas las funciones, incluyendo aquellas en materia minera, que por competencia directa o por delegación se le habían asignado al Instituto Colombiano de Geología y Minería (Ingeominas) hasta que entró en operación la Agencia Nacional de Minería (ANM).

## Funciones
Las funciones del Servicio Geológico Colombiano están definidas en el decreto número 4131 de 2011 y el decreto 2703 de 2013 que define las funciones de sus dependencias.
- Asesorar al Gobierno Nacional para la formulación de las políticas en materia de geociencias, amenazas y riesgos geológicos, uso de aplicaciones nucleares y garantizar la gestión segura de los materiales nucleares y radiactivos en el país.
- Generar e integrar conocimientos y levantar, compilar, validar, almacenar y suministrar, en forma automatizada y estandarizada, información sobre geología, recursos del subsuelo y amenazas geológicas, de conformidad con las políticas del Gobierno Nacional.
- Investigar fenómenos geológicos generadores de amenazas y evaluar amenazas de origen geológico con afectación regional y nacional en el territorio nacional.
- Administrar y mantener las instalaciones nucleares y radiactivas a su cargo así como coordinar los proyectos de investigación nuclear.

## Servicios
Servicios prestados al público por la entidad.

### Geología
Elaborar y dar a conocer los mapas que tiene información sobre: geología, recursos del suelo (geoquímica y geodésica) y amenazas geológicas y entorno ambiental.

### Seguridad nuclear y protección radiológica
Tiene asignada las funciones de dirigir la prestación de los servicios relacionados con materiales radioactivos y la administración del Rector Nuclear IAN-R1 para investigación pruebas no destructivas y producción de isótopos.

### Observatorios vulcanológicos
El SGC tiene como responsabilidad del seguimiento técnico de los volcanes del país con sus Observatorios Vulcanológicos y Sismológicos (OVS).
- Observatorio de Pasto
- Observatorio de Manizales
- Observatorio de Popayán

### Red sismológica
La Red Sismológica Nacional de Colombia o RSNC hace parte del sistema de prevención y atención de desastres, y está encargada de suministrar la información de los eventos sísmicos del país.